# فارگه
فارگه (به آلمانی: Farge) یک منطقهٔ مسکونی در آلمان است که در Blumenthal واقع شده‌است. فارگه ۳٬۰۷۲ نفر جمعیت دارد.